# Szegedi Gyula
Szegedi Gyula István (Újszász, 1936. február 21. – Újszász, 2013. október 30.) Széchenyi-díjas magyar orvos, belgyógyász, immunológus, egyetemi tanár, a Magyar Tudományos Akadémia rendes tagja. Fő kutatási területe nem differenciált collagenosis (NDC) nevű kórállapot klinikai és laboratóriumi jellemzőinek meghatározása. 1979 és 1985 között a Debreceni Orvostudományi Egyetem oktatási, 1995 és 1999 között klinikai rektorhelyettese.

## Életpályája
1954-ben érettségizett a szolnoki Verseghy Ferenc Gimnáziumban, majd beiratkozott a Debreceni Orvostudományi Egyetemre. Itt szerzett orvosdiplomát 1960-ban. Már egyetemista korában az egyetem II. számú Belgyógyászati Klinikáján dolgozott, diplomájának megszerzése után tanársegédi állást kapott. 1968-ban átkerült az I. számú Belgyógyászati Klinikára, ahol adjunktusi beosztásba került. Itt később egyetemi docensként is dolgozott. 1975-ben az egyetem Tüdőklinikáján kapott egyetemi tanári kinevezést. 1982-ben a III. számú Belgyógyászati Klinikává átszervezett intézet vezetőjévé nevezték ki. Közben 1979 és 1985 között a DOTE oktatási, 1995 és 1999 között klinikai rektorhelyettese volt. 2006-ban professor emeritusi címet kapott. 1999-ben az MTA és a Debreceni Egyetem Autoimmun Kórképek Kutatócsoportjának vezetője lett.
1972-ben védte meg az orvostudományok kandidátusi, 1990-ben akadémiai doktori értekezését. Az MTA II. Számú Doktori Bizottságának, az Immunológiai Bizottságnak és a Debreceni Akadémiai Bizottságnak lett tagja. Előbbinek 1996 és 2008 között elnöke volt. 1995-ben a Magyar Tudományos Akadémia levelező, 2001-ben pedig rendes tagjává választották. Akadémiai tisztségei mellett a 2000 és 2004 között a Klinikai Immunológiai-Allergológiai Szakmai Kollégium, 2008-tól 2011-ig az MTA Klinikai I. számú Tudományos Bizottságának elnöke volt. Ezenkívül a Magyar Allergológiai Klinikai Immunológiai Társaság, a Magyar Reumatológiai Társaság és a Magyar Belgyógyászati Társaság vezetőségébe is bekerült.

## Munkássága
Fő kutatási területe a nem differenciált collagenosis (NDC; kórállapot, ami a klasszikus, definitív autoimmun betegségek kialakulását megelőzi) klinikai és laboratóriumi jellemzőinek meghatározása. Az SLE (systemas lupus erythematosus;  krónikus autoimmun betegség, amely gyulladás formájában jelentkezik), valamint egyéb poliszisztémás autoimmun kórképek (e betegségekre jellemző, hogy több szerv érintett, valamint az, hogy egy bizonyos fehérje- illetve enzimcsoportot támadnak meg) diagnózisában és kezelésében vezetett be újfajta eljárásokat, amelyek megkönnyítették a betegség terápiáját. Az SLE kórfolyamatait, valamint egyes gyógyszerek által előidézett autoimmun betegségeket is kutatta.
Nevéhez fűződik a klinikai immunológia intézményi kutatásának kiépítése a DOTE III. számú Belgyógyászati Klinikáján. Speciális területe a klinikának a poliszisztémás autoimmun betegségben szenvedő betegek ellátása, ezzel országos feladatkört lát el. Az általa vezetett klinikában kezdődött el a nyirokcsomók rosszindulatú megbetegedéseinek kutatása. A klinika mellett működő laboratóriumot vezetésével regionális laboratóriummá építették át.

## Díjai, elismerései
- Kiváló Orvos (1983)
- Markusovszky-díj (1986, 2003)
- Szent-Györgyi Albert-díj (1995)
- Markhot Ferenc-díj (1996)
- Tankó Béla-emlékdíj (1997)
- Kesztyűs Loránd-díj (1999)
- Hajós Károly-érem (1999)
- Petrányi-díj (2001)
- Fornet Béla-emlékérem (2002)
- A Magyar Köztársasági Érdemrend tisztikeresztje (2002)
- Széchenyi-díj (2006)
- Belák Sándor-emlékérem (2008)

## Főbb publikációi
- Fibrosissal járó kórképek (társszerző, 1990)
- Klinikai immunológia II. Klinikum (társszerk., szerző, 1990)
- Klinikai immunológia III. Módszerek (társszerző, 1993)
- Polysistemic Autoimmune Diseases (társszerző, 1996)
- Cellular Adhesion Molecules in Rheumatoid Arthitis: Regulation by Cytokines and Possible Clinical Importance (társszerző, 1996)
- Klinikai immunológia (társszerk., társszerző, 1999)
- Klinikai kutatások a poliszisztémás autoimmun betegségekben (2002)